# 유니버설 디스크 포맷
유니버설 디스크 포맷(영어: Universal Disk Format, UDF)은 광 디스크의 파일 저장을 위한 파일 시스템의 포맷 규격이다. ISO/IEC 13346 표준(ECMA-167)에 추가되어 있다. ISO 9660을 대체하는 것으로 여겨지며 오늘날에 쓰고 지울 수 있는 광 미디어에 널리 쓰인다. UDF 규격은 9개의 문자 인코딩을 허용한다. 또, UDF는 Optical Storage Technology Association가 개발하고 관리하고 있다.

## 역사
OSTA(Optical Storage Technology Association)는 모든 광 미디어(읽기 전용 미디어와 다시 쓰기 가능 광 미디어)를 위한 공통 파일 시스템을 만들기 위해 UDF 파일 시스템을 표준화하였다. 처음 표준화되었을 때 UDF 파일 시스템은 읽기 전용 및 쓰기 가능 미디어를 지원하는 ISO 9660을 대체하는 것이 목적이었다. UDF의 첫 판이 출시된 이후 DVD 컨소시엄은 DVD 비디오와 DVD 오디오를 위한 공식 파일 시스템으로 이를 채택하였다.

### 리비전
- 버전 1.02 (1996년 4월 30일)
- 버전 1.50 (1997년 2월 4일)
- 버전 2.00 (1998년 4월 3일)
- 버전 2.01 (2000년 3월 15일)
- 버전 2.50 (2003년 4월 30일)
- 버전 2.60 (2005년 3월 1일)

## 미디어
DVD 비디오 미디어는 UDF 버전 1.02를 사용한다. 이러한 디스크들은 소위 UDF 브리지 포맷을 포함하고 있다. ISO 9660 (레벨 1), UDF 1.02 파일시스템 모두 같은 디스크에 존재하며 같은 파일 시스템을 기술하고 있다.
DVD 미디어의 DVD 레코더를 위한 모든 표준 포맷은 일부 버전의 UDF 파일 시스템을 사용한다.
- 필립스의 DVD+VR은 DVD+R, DVD+RW에 ISO 9660 브리지의 UDF 1.02를 사용한다.
- DVD 포럼의 DVD-VR 포맷은 DVD-R, DVD-RW, DVD-RAM에 UDF 2.00을 사용한다.
- 블루레이는 UDF 2.50나 UDF 2.60을 사용할 것이다.
- 하이퍼 스캔 게임기는 게임 데이터에 UDF 버전을 사용한다.

## UDF 빌드
UDF 규격이 모든 것을 설명해 주진 않지만 1.5 이후의 모든 UDF 버전들은 세 개의 포맷 종류를 기술한다.
- Plain (임의 읽기/쓰기 접근): 모든 UDF 버전에 지원되는 원래 포맷이다.
- VAT (점층적 쓰기): CD-R, 1회용 쓰기 매체에 기록하는 데 쓰인다.
- Spared (제한 임의 쓰기 접근): CD-RW, DVD-RW 미디어에 기록하는 데 쓰인다.

## 같이 보기
- 라이브 파일 시스템(영어판)
- ISO/IEC 13490 (ECMA-168로 알려져 있음)
- DVD 저작